# Неумивакін Дмитро Олександрович
Дмитро́ Олекса́ндрович Неумива́кін (21 лютого 1977 — 27 вересня 2016) — сержант Збройних сил України, учасник російсько-української війни.

## Життєпис
Народився 1977 року в станиці Ассинівська (Сунженський район, Чечня). З 1993 року мешкав у місті Вінниця. Проходив строкову службу, згодом пішов до армії вдруге та пройшов відбір до складу миротворчої місії в Іраку — але тоді в нього народився син.
2014 року з початком російської агресії прийшов до військкомату добровольцем; воював в Іловайську. Після демобілізації підписав контракт.
Мобілізований в серпні 2015; сержант, командир відділення 53-ї окремої механізованої бригади.
27 вересня 2016 року троє бійців вийшли на бойове завдання з розвідки — поблизу міста Горлівка та потрапили під обстріл. Одного бійця одразу вдалося евакуювати, другий вийшов через півтори доби до своїх. Бійці розповіли, що бачили Дмитра із пораненням, а з лівого боку у нього йшла кров, він лише встиг сказати: «Виходьте звідси».
Через два місяці в морг міста Дніпро було доставлене тіло. Точна дата смерті невідома — загинув у полоні, а на хресті вказано «жовтень 2016» без дати.
Після проведення ідентифікації ДНК похований 23 грудня 2016 року у Вінниці на Алеї Слави.
Був розлучений, без Дмитра лишилися мама та син.

## Нагороди та вшанування
- указом Президента України № 138/2017 від 22 травня 2017 року «за особисту мужність і високий професіоналізм, виявлені у захисті державного суверенітету та територіальної цілісності України, вірність військовій присязі» — нагороджений медаллю «За військову службу Україні» (посмертно)[1]
- 22 лютого 2020 року меморіальну дошку в пам’ять про загиблих воїнів Вінниччини встановили біля Спасо-Преображенського кафедрального собору - серед них ім'я Дмитра Неумивакіна[2]